# Organització Interna Revolucionària de Macedònia
L'Organització Revolucionària Interna de Macedònia (VRMO), (en búlgar: Вътрешна Македоно-одринска революционна организация, Vatreixna Makedono-Odrinska Revoliutsionna Organizàtsia), era el nom d'un moviment revolucionari búlgar d'alliberament nacional en els territoris otomans d'Europa, que operà al canvi del segle xix al xx. Inicialment el seu objectiu era obtenir l'autonomia de Macedònia i Adrianòpolis en l'Imperi Otomà, però més tard es va convertir en un agent al servei dels interessos de Bulgària i la seva política als Balcans.

## Orígens
L'organització va ser fundada a Salònica el 1893, com a Comitè Revolucionari Búlgar de Macedònia i Adrianòpolis, i estava formada per un reduït nombre de revolucionaris búlgars oposats a l'autoritat de l'Imperi Otomà sobre Macedònia. Els fundadors d'aquesta organització foren Hristo Tatàrtxev, Dame Gruev, Petar Popàrsov, Andon Dimitrov, Hristo Batandjiev i Ivan Hadjiníkolov. El 1895, Gotse Dèltxev es va unir a l'organització i poc després es va convertir en un dels seus principals líders.

## Principals accions
El 1902, el grup va canviar el nom pel d'Organització Interna Revolucionària de Macedònia i Adrianópolis. Després de la mort de Gotse Dèltxev el maig de 1903, el 2 d'agost del mateix any l'organització va liderar la Revolta d'Ílinden en contra del domini de l'Imperi Otomà a la regió de Macedònia i Adrianòpolis (actualment Edirne). L'èxit inicial de la revolta va donar origen a l'establiment de la República de Kruševo, que va ser un estat independent de l'Imperi Otomà situat en la localitat homònima (actualment al centre de la República de Macedònia), fins que l'exèrcit otomà va derrotar els independentistes el 12 d'agost del mateix any. El fracàs d'aquesta insurrecció va donar lloc a dues postures dins de l'organització. La primera de les postures era de tendència federalista i donava suport la creació d'una Federació Balcànica, en contraposició a la segona postura que donava suport el nacionalisme búlgar i l'annexió del territori de Macedònia a Bulgària. El tractat de pau de Neuilly-sur-Seine va prohibir a Bulgària exercir reclamacions sobre Macedònia i Tràcia. Després, l'Organització Interna Revolucionària de Macedònia i Adrianòpolis es va dividir en dues organitzacions separades: l'Organització Interna Revolucionària de Tràcia i l'Organització Interna Revolucionària de Macedònia. La primera organització va estar activa només en les regions gregues de Macedònia i Tràcia entre 1922 i 1934. En el període d'entreguerres, l'organització va cometre assassinats de polítics i militars. Els assassinats més rellevants van ser el del rei Alexandre I de Iugoslàvia, en col·laboració amb els ústaixes croats, i el del primer ministre búlgar Aleksàndar Stamboliski. En acabar la Segona Guerra Mundial, l'organització no va reprendre les activitats.